# Unieke Zorgverlener Identificatienummer
Het Unieke Zorgverlener Identificatienummer (UZI) is een in 2006 geïntroduceerd nummer dat in Nederland gebruikt wordt om een bij het zorgproces betrokken persoon te identificeren. Het nummer is gekoppeld aan het gebruik van de UZI-pas, een chipkaart die tot doel heeft om bij elektronische uitwissing van patiëntgegevens de veiligheid van die gegevens te garanderen.

## Toepassingen en register

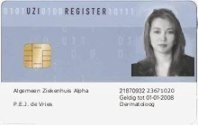
Een UZI Pas met fictieve gegevens

De chipkaart wordt zowel gebruikt ter identificatie als authenticatie van een bij het zorgproces betrokken persoon. De UZI-pas wordt bijvoorbeeld gebruikt bij het elektronisch ondertekenen van een elektronisch geneesmiddelenrecept of een elektronisch verslag van een ziekenhuisopname.
De gegevens van de uitgegeven passen worden opgeslagen in het UZI-register. Het UZI-register wordt beheerd door het CIBG (een uitvoeringsorganisatie van het ministerie van VWS).

## Aanvraag en uitgifte
Alle in het BIG-register opgenomen zorgverleners kunnen bij het CIBG een of meerdere UZI-passen aanvragen, die of de aanvragende zorgverlener, of een medewerker die handelt in opdracht van de zorgverlener identificeert. UZI-passen kunnen, na verificatie van een identificatiebewijs, worden opgehaald bij het postkantoor.

## Gerelateerd
In België worden zorgverleners (artsen, apothekers e.d.) geïdentificeerd met behulp van een zogenoemd RIZIV-nummer.